# Моргунов, Григорий Максимович
Григорий Максимович Моргунов (27.12.1899 (8.01.1900) — 21.06.1955) — горный инженер, организатор производства, лауреат Сталинской премии (1946). Член КПСС.

## Биография
Родился в д. Хрипелово Рославльского уезда Смоленской губернии в крестьянской семье.
В 1918 году направлен в Рославль на курсы народных учителей, с 1920 года работал в своей деревне, учил грамоте не только детей, но и взрослых.
В 1923 году получил направление в Петроградский (Ленинградский) горный институт. После его окончания (1929) работал на шахтах г. Горловка: инженер, главный инженер, заведующий горными работами.
В 1934—1936 гг. начальник экскаваторного цеха и начальник рудника г. Атач Магнитогорского металлургического комбината. С 1936 г. главный инженер на шахтах Орджоникидзе (Днепропетровская область) и Сталино (Донецк).
В 1938 г. арестован, в 1940 г. оправдан.
С 1940 г. — начальник производственных работ треста «Уралуголь» (Свердловск). Начальник производственно-технического отдела комбината «Челябинскуголь» (1942—1943), управляющий трестом «Коркиноуголь» (1943—1946, 1947—1951), начальник комбината «Челябинскуголь» (1946—1947). В период его руководства добыча угля открытым способом в 1943 году возросла на 2215 тыс. тонн, в 1944 — на 900 тыс. тонн.
С 1951 г. главный инженер комбината «Свердловскуголь», проживал в Свердловске.
Скончался 23 июня 1955 года в Свердловске. Похоронен на Восточном кладбище Екатеринбурга.

### Награды и память
Сталинская премия 1946 года — за коренные усовершенствования открытых разработок угольных пластов, обеспечившие значительное повышение производительности труда и рост добычи угля.
Награждён орденом Ленина (1943) и двумя орденами Трудового Красного Знамени (1942, 1954).
Его именем в 1968 году названа улица в Коркино.